# Río Sewa
El río Sewa es un río de Sierra Leona que fluye por el centro del país en dirección noreste-suroeste. Tiene una longitud de 240 km y drena una cuenca hidrográfica de 14 141 km². Pasa cerca de la ciudad de Bo —la segunda mayor del país después de la capital, Freetown—.

## Curso
Nace al norte de Sierra Leona, en el distrito de Kono, cerca de la frontera con Guinea. Cerca de la costa del océano Atlántico, se une al río Waanje formando el río Kittam, el cual desemboca en el océano junto a la península de Turner.